# Oxana Herhel
Oxana Herhel –en ucraniano, Оксана Гергель– (Ivanychi, 20 de junio de 1994) es una deportista ucraniana que compite en lucha libre. Ganó una medalla de oro en el Campeonato Mundial de Lucha de 2015 y una medalla de plata en el Campeonato Europeo de Lucha de 2016.

## Palmarés internacional
| Campeonato Mundial | Campeonato Mundial         | Campeonato Mundial | Campeonato Mundial |
| Año                | Lugar                      | Medalla            | Categoría          |
| ------------------ | -------------------------- | ------------------ | ------------------ |
| 2015               | Las Vegas (Estados Unidos) | Medalla de oro     | 60 kg              |
| Campeonato Europeo |                            |                    |                    |
| Año                | Lugar                      | Medalla            | Categoría          |
| 2016               | Riga (Letonia)             | Medalla de plata   | 60 kg              |